# Фалькенберг, Дитрих
Дитрих Фалькенберг (нем. Dietrich von Falkenberg; 1580, Херштелле — 20 мая 1631, Магдебург) — защитник Магдебурга во время Тридцатилетней войны.
Вследствие гонения на Реформацию во владениях епископа Патерборнского он покинул свою родину, Вестфалию, и поступил на службу ландграфа Морица Гессен-Кассельского, который в 1615 году послал его в Стокгольм ко двору Густава-Адольфа; там он стал гофмейстером королевы-матери.
Когда Густав II Адольф высадился в 1630 году на берегах Померании, он доверил Фалькенбергу переговоры с протестантскими чинами Германии о союзе с Швецией; Фалькенберг должен был постараться сделать Магдебург оплотом протестантизма в Германии. Когда императорские войска напали на Магдебург, он побуждал жителей к упорному сопротивлению и в надежде на шведские подкрепления частыми вылазками поддерживал их мужество; ещё 19 мая 1631 года он помешал капитуляции. Пал 20 мая при самом начале штурма. Вероятно, именно он приказал устроить пожар, уничтоживший город после его взятия и лишивший последний, таким образом, всякого значения для императорских войск.